# 甘榜乌鲁清真寺

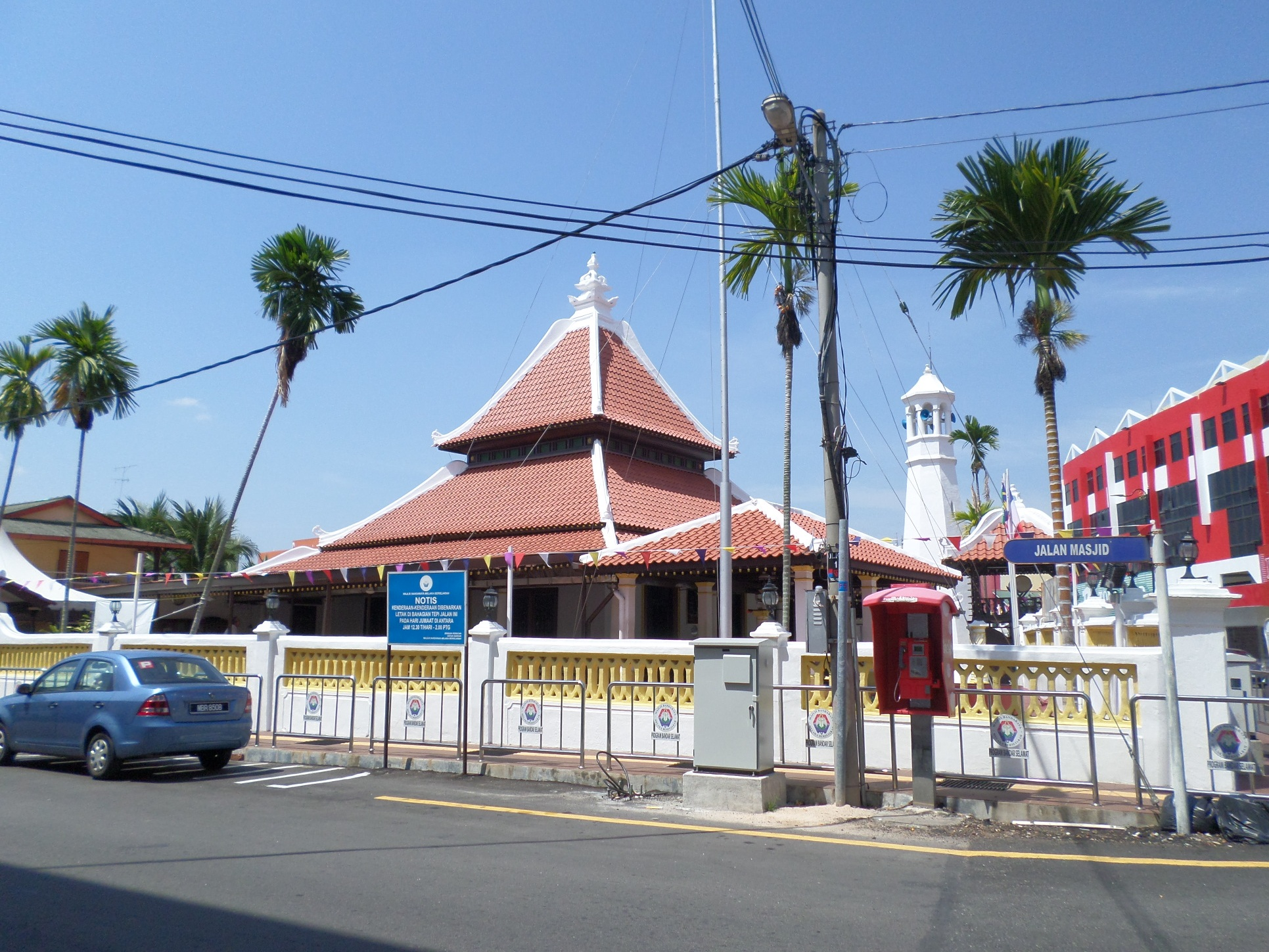
甘榜乌鲁清真寺

甘榜乌鲁清真寺  是马来西亚马六甲一个古老的清真寺。 
甘榜乌鲁清真寺位于Jalan Tukang Emas，靠近Sri Poyatha Moorthi Temple和青云亭。
甘榜乌鲁清真寺混合了苏门答腊、中国、印度教和马六甲马来风格。其叫拜楼类似佛塔，与沐浴池和门拱，与主体建筑同时建成。
清真寺不应与几个街区外的甘榜吉宁清真寺相混淆，后者也有一个宝塔状的叫拜楼。